# South Sydney Rabbitohs
Les South Sydney Rabbitohs (souvent abrégé en Souths, signifiant Les Petits lapins de Sydney Sud ) est une équipe australienne de rugby à XIII, basée à Redfern, un quartier de la ville de Sydney. Elle participe au championnat australien de rugby à XIII, la National Rugby League et est une des neuf équipes professionnelles de la capitale de la Nouvelle-Galles du Sud. Le club a été fondé en 1908 et fait partie des membres fondateurs de la New South Wales Rugby Football League. South Sydney est avec les Sydney Roosters, la seule équipe fondatrice (foundation club en anglais) à être encore présente dans le championnat de l'élite australienne.
La base des supporters des Rabbitohs se trouvent essentiellement dans le centre-sud et le sud-est de Sydney, cependant l'équipe est également supportée à travers toute la Nouvelle-Galles du Sud. Ils disputent leurs matchs à domicile à l'ANZ Stadium de Sydney.
Au niveau de l'élite du rugby à XIII australien, South Sydney est l'équipe la plus titrée d'Australie avec 21 championnats remportés. Après 43 ans d'attente, le club de Redfern remporte en 2014 le championnat en s'imposant en finale face aux Canterbury Bulldogs. Un dicton dit que Quand Souths va bien, le rugby à XIII va bien (When Souths are going well, rugby league is going well, en anglais).

## Palmarès
- Championnat d'Australie[6] (21) :
  - Champion: 1908, 1909, 1914, 1918, 1925, 1926, 1927, 1928, 1929, 1931, 1932, 1950, 1951, 1953, 1954, 1955, 1967, 1968, 1970, 1971, 2014.
  - Finaliste : 1910, 1916, 1917, 1920, 1923, 1924, 1935, 1937, 1939, 1949, 1952, 1965, 1969 et 2021.
  - Minor Premierships[7] (17) : 1908, 1909, 1914, 1918, 1925, 1926, 1927, 1929, 1932, 1949, 1950, 1951, 1953, 1968, 1969, 1970, 1989.
- Charity Shield (12) :1984, 1988, 1989, 1990, 1991, 1992, 1999, 2002, 2005, 2006, 2008, 2009.

## Histoire

### Premières années
South Sydney est le troisième club de rugby à XIII créé en Australie après Glebe District Rugby League Football Club et Newtown. Il est ainsi le vétéran de ceux participant au  championnat d'élite australien. En 1908, une compétition de rugby à XIII se forme avec les clubs de la classe ouvrière de Sydney, dont parmi eux, South Sydney Rugby Union Club qui quitte le rugby à XV pour jouer aux nouvelles règles adoptées par la New South Wales Rugby League. Le South Sydney District Rugby League Football Club est fondé le 17 janvier 1908 au Redfern Town Hall lorsque JJ Giltinan est rejoint sur le podium par le joueur de cricket Victor Trumper et Henry Clement Hoyle, élu travailliste au Parlement de Nouvelle-Galles-du-Sud, devant une importante foule de supporters.
Lors de la saison inaugurale de la NSWRFL en 1908, South Sydney débute le 20 avril 1908 par une victoire 11 à 7 face à North Sydney. South termine en tête à l'issue de la phase régulière et affronte Glebe en demi-finale. Le 15 août 1908, le club de Redfern bat ces derniers sur le score de 16 à 3 et rejoint en finale son voisin d'Eastern Suburbs. La finale inaugurale a lieu au Agricultural Society's Ground. Les deux équipes sont handicapées par l'absence des joueurs sélectionnés pour la première tournée des Kangourous en Angleterre. Ce 29 août 1908, South Sydney remporte la première saison de ce championnat, 14 à 12. La saison suivante, South conserve son titre, à la suite du forfait de Balmain en finale. Ces derniers voulant protester son mécontentement contre l'organisation du match opposant les Kangourous aux Wallabies en ouverture de la finale, décident de ne pas y prendre part. Les demandes de Balmain de reporter la finale à une date ultérieure sont refusées par la fédération de Nouvelle-Galles du Sud. En 1910, les deux premières équipes de la saison régulière s'affrontent en finale. Le 17 septembre au Sydney Showground, South et Newtown se quittent sur un match nul 4 partout mais ce sont ces derniers qui remportant le championnat en raison de leur première place lors de la saison régulière. 
Durant ces premières années, Arthur Hennessy est considéré comme l'homme-clé de South Sydney. En effet, il est à la fois le premier capitaine et entraîneur de l'histoire du club. Il devient aussi le premier capitaine de l'équipe de Nouvelle-Galles du Sud et de l'Australie. De 1908 à 1911, il effectue 26 rencontres sous les couleurs de South.
Après leur troisième et quatrième titre obtenue en 1914 et 1918, South Sydney entame sa première de ses trois périodes dorées, en gagnant 7 des 8 championnats se déroulant de 1925 à 1932. Seul celui de 1930, leur échappe car Western Suburbs les éliminent au stade des demi-finales. En 1925, les Rabbitohs remportent le championnat tout en restant invaincus. Les joueurs symbolisant cette période sont : Alf Blair, Eddie Root, Benny Wearing (144 essais), Alf O'Connor et le seconde ligne, George Treweek.
La domination de Souths durant ces premières années de championnat leur a valu d'être appelé The Pride of the League (la fierté de la Ligue). De 1933 à 1949, le titre échappe aux Rabbitohs qui se hissent à trois reprises en finale (1935, 1939 et 1949). En 1948, South Sydney déménage pour le Redfern Oval et pour sa première rencontre dans son nouveau stade fait un nul 19 partout avec Easts.

### Les années 1950
Après avoir raté les demi-finales les quatre années précédentes, les Rabbitohs finissent en tête de la saison régulière de 1949 devant Wests, St. George et Balmain. Cependant, ils sont battus deux fois, en demie 16 à 12 et 19 à 12 en finale, par St. George. Il faut attendre l'année 1950 pour que Souths remportent leur douzième titre 
contre Wests 21 à 15. 1951 est une année remarquable pour Souths qui finit la saison régulière 11 points devant Manly. Les deux équipes se retrouvent en finale et les Rabbitohs écrasent les Sea Eagles 42 à 14, ce qui constitue le score le plus élevé pour une finale de championnat.
En 1952, Souths est battu lors d'une finale controversée par Western Suburbs 22 à 12. En effet l'arbitre refuse un essai en début de match pour les Rabbitohs qui semblent valable selon ces derniers. Il s'agit du quatrième et dernier titre pour les Magpies. L'année suivante, les Rabbitohs finissent une nouvelle fois premier de la saison régulière, battent North Sydney en demie et s'imposent en finale contre St. George 31-12, avec un Clive Churchill dominateur. En 1954, le club de Redfern conserve son titre face à Newtown (23-15). En 1955, South Sydney termine difficilement quatrième de la saison régulière et bat Manly dans la douleur 14 à 12 en phases finales. En finale préliminaire, mené 14 à 11 par St. George à quelques minutes de la fin de la rencontre, Souths parvient à s'imposer sur le fil 18 à 14 grâce à une essai de Ian Moir et un but de Bernie Purcell. Durant le finale, alors qu'il ne reste que 6 minutes à jouer, Newtown vire en tête par 11 points à 7. Mais un essai de Col Donohoe converti par Purcell permet à Souths de renverser une nouvelle fois une situation délicate et de gagner le match 12 à 11.
En 1956, Souths échoue en finale préliminaire face à Balmain 36 à 33. Cette année est marquée par le début de règne de 11 ans de St. George sur le championnat (1956-1966).
Clive Churchill est la figure centrale de cette période dorée de Souths. Ce petit arrière, surnommé "The Little Master", est arrivé en provenance de Newcastle en 1947. Après 157 rencontres pour les Rabbitohs et 5 titres de champion, il quitte le club en 1959 pour un club de Brisbane.

### Les années 1960 et 70

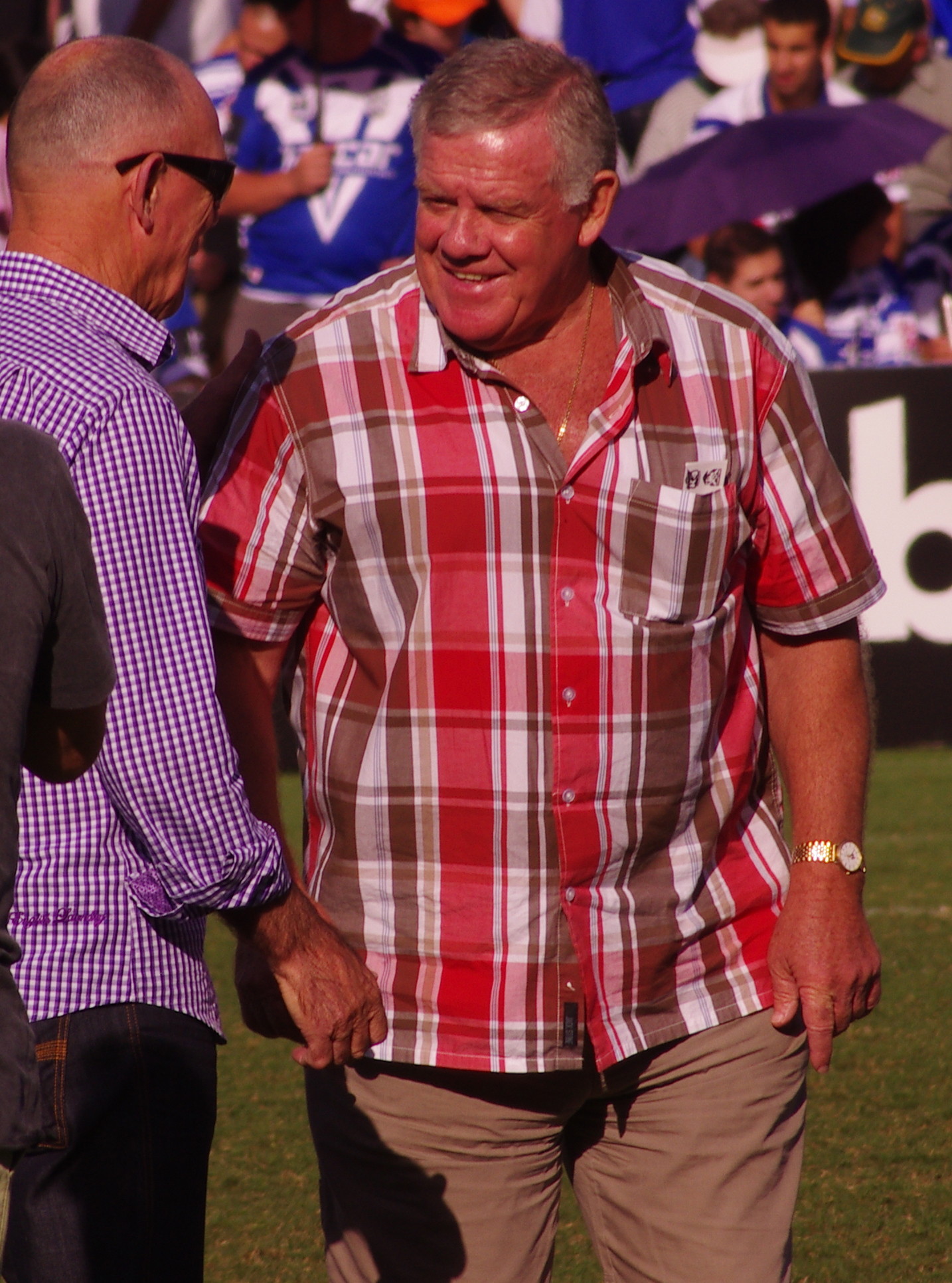
Bob McCarty, joueur emplématique des années 60 et 70.

Après la fin de leur seconde période dorée en 1955, le club de Redfern attend une décennie pour rejouer une finale de championnat (qui détient le record du nombre de spectateurs du Sydney Cricket Ground) perdue 12 à 8 face à St George. En 1967, Souths met fin au règne de 11 années sans partage des Dragons en s'imposant contre Canterbury-Bankstown 12 à 10 grâce à une spectaculaire interception de Bob Mc Carthy. Ce titre correspond au retour de Clive Churchill comme entraîneur qui construit une équipe compétitive autour d'un pack rugueux incluant Ron Coote,  Bob McCarthy, Gary Stevens, Bob Moses, John O'Neill, Jim Morgan, Elwyn Walters et le capitaine John Sattler. En 1968, Souths défait Manly en finale 13 à 9 avec notamment un essai de l'ailier Mike Cleary. L'année suivante, les Rabbitohs ne conservent pas leur titre battu 11 à 2 par Balmain. En 1970, South Sydney l'emporte 23 à 12 en finale face à Manly avec deux essais du demi de mêlée Bob Grant. 1971 est l'année de la dernière victoire de Souths en championnat 16 à 10 grâce à trois essais de Branighan, Coote et McCarthy.
Durant cette période faste (quatre titres sur cinq possibles entre 1967 et 1971), les lignes arrières de Souths sont performantes avec l'ailier-buteur Eric Simms, Michael Cleary, Jimmy Lisle, Paul Sait, Bob Honan, Brian James, les frères Ray et Arthur Branighan, Dennis Pittard et Bob Grant. Eric Simms est le meilleur réalisateur de l'histoire du club avec un total de 1 841 points (23 essais, 803 buts et 86 drops). En 1969, ce dernier bat le record de points marqués lors d'une saison (265), détenu auparavant par Dave Brown d'Eastern Suburbs. Simms a réalisé tellement de drops que cela a influencé les autorités à réduire en 1971 sa valeur de 2 à 1 point.
Des difficultés financières commencent à apparaitre pour Souths, ses meilleurs joueurs quittent le club pour rejoindre Manly (John O'Neill, Ray Branighan, Bob Moses) ou Easts (Ron Coote, Michael Cleary, Elwyn Walters) et les performances sportives de Souths s'en ressentent. En 1975, le club termine lanterne rouge de la saison régulière. En 1978, sous l'impulsion de leur nouvel entraîneur Jack Gibson, Souths remporte la compétition de pré-saison (10 à 3 face à Canterbury).

### Les années 1980
Les seules compétitions remportées par Souths dans les années 1980 sont la Tooth Cup en 1981 et le World Sevens en 1988. En championnat, le club de Redfern atteint les demi-finale en 1980, 1984, 1986, 1987 et 1989, une année où South Sydney termine premier de la saison régulière. En 1980, les Rabittohs terminent à la cinquième place du championnat et sont éliminés en phases finales par St. George 16 à 5. En 1983, Ron Willey devient le nouvel entraîneur de Souths et l'année suivante les qualifie pour les play-off où après avoir battu Canberra (23 à 4) et Manly (22 à 18),  St. George les élimine sur le score de 24 à 6. En 1986, les Rabbitohs accrochent une seconde place en championnat mais ratent complètement leur play-off en perdant 2 matchs contre Canterbury et Balmain. En 1989, South Sydney finit à la première place de la phase régulière pour la dix-septième fois de leur existence mais est éliminé par le futur champion, Canberra, lors de la finale préliminaire. Les stars de Souths lors de cette décennie sont le talonneur Mario Fenech, les avants Les Davidson et Ian Roberts, le demi de mêlée Craig Coleman et l'ouverture Phil Blake.

### Les années 1990
Cette décennie commence mal pour South Sydney en finissant dernier du championnat en 1990. Les années suivantes, Souths occupe toujours le bas du tableau. En 1996, les Rabbitohs jouent leur dernier match de championnat à Redfern, face aux South Queensland Crushers. En 1997, à la suite de la guerre de la Super League, deux championnats de rugby à XIII coexistent en Australie, Souths Sydney choisit de rester fidèle à celui organisé par l'Australian Rugby League. L'exode de leurs meilleurs joueurs (Mario Fenech, Les Davidson, Mark Carroll et Craig Field) et même de leurs meilleurs jeunes issus du centre de formation (Jim Dymock, Ian Roberts, Jim Serdaris, Terry Hill, Craig Wing et Braith Anasta) vers d'autres clubs est la principale explication de ces mauvais résultats. La réunification de deux championnats concurrents de l'ARL et de la Super League, pour former la National Rugby League, a lieu en 1998. Dans un souci de rationalisation, ce nouveau championnat doit passer de 20 à 14 clubs à partir de 2000. De nombreuses équipes sont amenées à fusionner ou à disparaître ce qui est le cas pour Souths exclu du championnat à partir de 2000. Durant deux ans, South Sydney va se lancer dans une bataille juridique contre la National Rugby League et News Limited pour réintégrer le championnat. Cette cause obtient un grand soutien populaire avec notamment des marches allant jusqu'à 80 000 personnes pour manifester leur mécontentement du sort subi par Souths. Le 6 juillet 2001, la Cour Fédérale décide de la réadmission des Rabittohs en championnat dès la saison 2002.

### Le renouveau des Rabbitohs

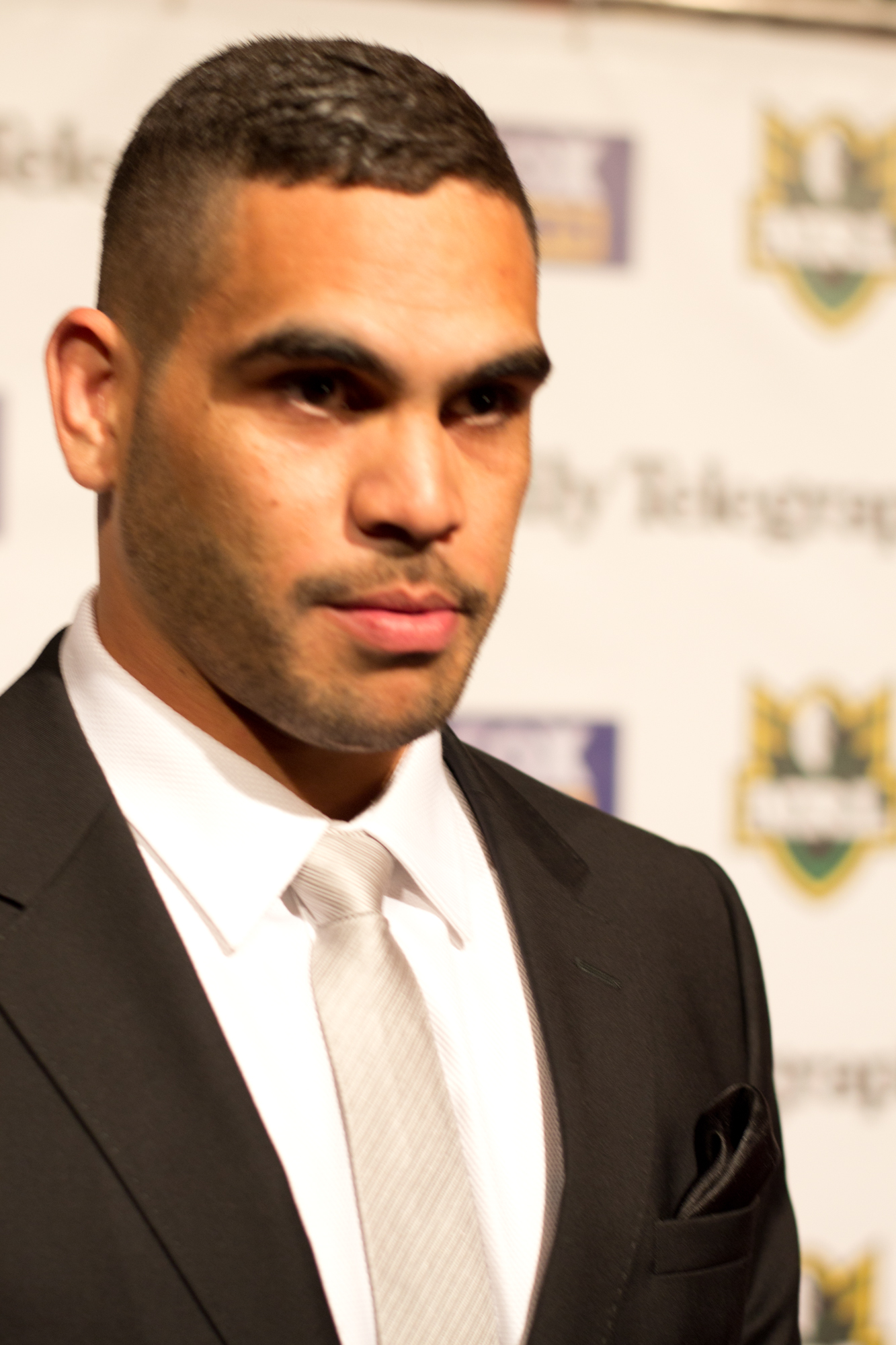
Greg Inglis, joueur du club depuis 2011.

En 2002, Nick Pappas, avocat d'affaires et un des principaux acteurs de cette réadmission, succède à l'ancien joueur George Piggins comme président du club. La première rencontre de Souths, après son exclusion, a lieu le 16 février 2002 au Sydney Football Stadium devant 36 804 spectateurs, dans le cadre du Charity Shield, face à St. George Illawarra. Sans surprise, ce retour à la compétition est particulièrement difficile et le club de Redfern termine à l'avant-dernière place du championnat. En 2003 et 2004, les Rabbitohs finissent lanterne rouge de la saison régulière.
Le 16 mars 2006, une vaste majorité des membres du South Sydney club (75,8 %) permet à l'acteur hollywoodien Russell Crowe et à l'homme d'affaires Peter Holmes à Court d'obtenir 75 % des parts du club. Russell Crowe, un fervent supporter de South Sydney depuis son enfance, a assisté à de nombreuses rencontres et a soutenu le club lorsque celui-ci était en difficulté financière. Après la guerre de la Super League, Crowe utilise son réseau hollywoodien, pour tenter de convaincre les dirigeants de la National Rugby League de ne pas exclure le club. Cette nouvelle manne financière apportée par les deux principaux actionnaires (3 millions de dollars australien), permet à Souths de recruter des joueurs de niveau international comme les néo-zélandais Roy Asotasi, David Kidwell et Nigel Vagana. En 2007, les Rabbitohs se qualifient, la première fois depuis 1989, pour les phases finales en finissant à la septième place.
Le 26 janvier 2008, Crowe organise un match amical à Jacksonville en Floride et voit son club perdre 24 à 26 face aux anglais des Rhinos de Leeds, devant 12 000 spectateurs. Ces trois dernières saisons, les Rabbitohs ne se qualifient pas pour les phases finales ratant la marche de peu en 2009 et 2010. Pour la saison 2011, le club de Redfern, signe l'international australien, Greg Inglis, élu meilleur joueur du monde en 2009. En 2012, les Rabbitohs terminent à la troisième place de la saison régulière et échouent aux portes de la finale en s'inclinant face aux Bulldogs.

## Couleurs et symboles

### Emblème et couleurs du club
L'emblème de South Sydney est un lapin blanc qui figure sur leur maillot depuis 1959. L'origine de ce surnom viendrait du fait qu'au début du XXe siècle, les joueurs du club capturaient et vendaient des lapins en criant Rabbitoh  dans le quartier de Redfern pour arrondir leur fin de mois. Une autre version est que le terrain de South Sydney était jonché de terriers de lapin, rabbit holes en anglais.
Les couleurs traditionnelles des Rabbitohs sont le rouge cardinal et le vert myrte. Avant son passage au rugby à XIII en 1908, le club local de rugby à XV portaient déjà ses couleurs. Durant la majeure partie de son existence, le maillot de South Sydney est à rayures vertes et rouges. en 1945 et 1946, la tradition est rompue puisque la tunique du club est verte avec un "V" rouge. De 1980 à 1984, le maillot est vert avec une bande centrale rouge avec aux extrémités de celle-ci deux bandes blanches. Avec l'introduction du maillot extérieur à la fin du XXe siècle, le club de Redfern choisit la couleur blanche.

### Mascotte
La mascotte de South Sydney est un lapin qui se nomme Reggie the Rabbit. Il s'agit de la plus vieille et de la plus célèbre mascotte du Rugby à XIII. En 1968, un supporter ramène des États-Unis un costume de lapin et est porté pour la première fois lors de la finale du championnat 1968 contre Manly. La première personne à endosser ce costume est un certain Albert Clift. Ce dernier a fait don en 1998 de la cloche utilisée lors du premier match du championnat en 1908 à une vente aux enchères destinée à renflouer les caisses du club. La cloche est acquise par le futur propriétaire du club, l'acteur Russell Crowe, pour un montant de 48 000 dollars australiens. Dans la NRL, la mascotte de Souths est la seule à ne pas être rémunérée.

## Infrastructures

### Stades

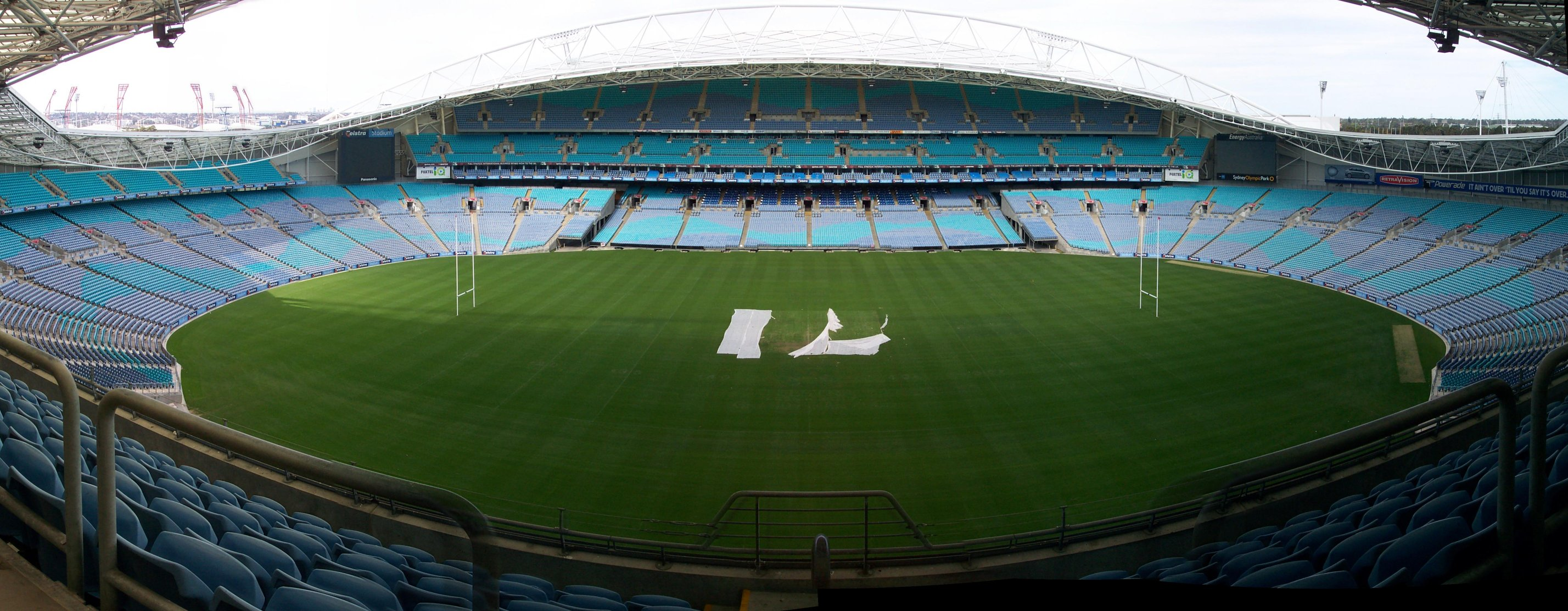
L'ANZ de Stadium de Sydney.

Bien que Souths soit un club fondateur de la ligue australienne, il a évolué durant son histoire dans plusieurs stades. Le club de South Sydney, n'a joué véritablement dans son fief, le South Sydney District, qu'entre 1948 à 1987, lorsqu'il joue au Redfern Oval. De 1908 à 1947, et de 1988 à 2005 (excepté les 2 années de sommeil), les rabbitohs disputent leurs matchs à domicile dans le quartier Est de Sydney, au Moore Park, qui se trouve être le fief des Sydney Roosters (anciennement Eastern Suburbs). Depuis 2006, le club joue ses matchs à domicile, dans le quartier Ouest de Sydney, à l'ANZ Stadium.
Durant les premières années de championnat de la New South Wales Rugby League, South Sydney joue le plus souvent ses matchs à domicile au Royal Agricultural Society Ground (1908-1920) ou au Sydney Sports Ground (à partir de 1911). En 1947, le club évolue pour sa dernière saison au Sports Ground, avant de déménager pour le Redfern Oval en 1948. En 1988, les Rabbitohs commencent à jouer dans le nouveau Sydney Football Stadium, construit sur l'ancien Sydney Sports Ground. En 2005, le contrat qui lie les Rabbitohs avec le Sydney Football Stadium, arrive à échéance et le club de Redfern lorgne vers Gosford, North Sydney et le Telstra Stadium (aujourd'hui ANZ Stadium). Finalement, la décision se porte sur ce dernier et en février 2008, les Rabbitohs renouvelle jusqu'à fin 2017 le partenariat avec l'ANZ Stadium. En 2008, la ville a investi 19.5 millions pour rénover le Redfern Oval qui à partir de 2009 peut accueillir des rencontres de pré-saison. Certains matchs de Souths sont délocalisés, notamment chaque année au Bluetongue Central Coast Stadium de Gosford et depuis 2009 au Members Equity Stadium de Perth.
Le record de spectateurs dans un match de saison régulière est de 53 146 lors de la réception de St. George en 1969 au Sydney Cricket Ground. Le record de spectateurs au Sydney Football Stadium, pour un match de saison régulière est de 35 316 (face aux Sydney Roosters en 2002) et à l'ANZ Stadium de 34 315 (face aux Bulldogs en 2007). La finale du championnat de 1965, St. George opposant à Souths, détient le record du Sydney Cricket Ground, avec 78 065 spectateurs.

### Situation financière
Le budget de South Sydney s'élève en 2013 à 23.8 millions de dollars Australiens. Les Rabbitohs sont le second plus important budget de NRL, derrière les Brisbane Broncos (35 millions de dollars Australiens) et devant les Canterbury Bulldogs (22.2 millions de dollars australiens). La majeure partie de leurs recettes proviennent du sponsoring (6.7 m), de la billetterie (5.6 m) et du merchandising (3.7 m). Les principaux sponsors du club sont Crown Resorts (Groupe de loisirs Australien) et DeLonghi. Depuis 2013 et pour trois ans, le groupe Crown Resorts débourse 1 million de dollars Australiens pour être le principal sponsor maillot des Rabbitohs.

## Statistiques et records
South Sydney avec 21 championnats remportés, est l'équipe la plus titrée de la National Rugby League dont le dernier titre intervient en 2013. Enfin, il a également remporté la défunte Coupe Panasonic en 1981 (compétition organisée de 1974 à 1989). Le club a la distinction d'avoir marqué le plus grand nombre de points (42), d'essais (8) et de buts (9) lors d'une finale de championnat (tous accomplis en 1951 contre Manly).
Eric Simms détient le record de points inscrits sous le maillot des Rabbitohs (1841 points). Il détient également le record de points inscrits en une saison pour South Sydney avec 265 points en 1969. Nathan Merritt détient quant à lui le record d'essais marqués pour Souths avec 146 essais en 237 rencontres. Le record d'essais en une saison est l'attribut de Les Brennan avec 29 essais lors de la saison 1954. Johnny Graves détient lui le record de points inscrits lors d'un seul match avec 29 points, dont 3 essais, contre Easts en 1952. John Sutton est le joueur détenant le record de rencontres joués avec les Bunnies (259  matchs).
Le plus grand écart de points dans un match à l'actif des Rabbitohs est de 67 points contre Wests en 1910 avec une victoire 67-0. En revanche, leur plus grand écart de points dans un match au passif de Souths est contre les New Zealnd Warriors par 66-0 en 2006.

### Bilan du club
| Année                                  | Année | Saison régulière        | Saison régulière        | Saison régulière        | Saison régulière        | Saison régulière        | Saison régulière        | Saison régulière        | Saison régulière        | Saison régulière        | Phase finale            | Phase finale            | Phase finale            | Phase finale            | Phase finale            | Phase finale            | Phase finale            |
| Année                                  | Année | Class.                  | Points                  | MJ                      | V.                      | N.                      | D.                      | B.                      | Pp.                     | Pc.                     | Perf.                   | MJ                      | V.                      | N.                      | D.                      | Pp.                     | Pc.                     |
| National Rugby League (vingt clubs)    |       |                         |                         |                         |                         |                         |                         |                         |                         |                         |                         |                         |                         |                         |                         |                         |                         |
| 1998                                   | 1998  | 18e                     | 10                      | 24                      | 5                       | 0                       | 19                      | 0                       | 339                     | 560                     | Non qualifié            | -                       | -                       | -                       | -                       | -                       | -                       |
| National Rugby League (dix-sept clubs) |       |                         |                         |                         |                         |                         |                         |                         |                         |                         |                         |                         |                         |                         |                         |                         |                         |
| 1999                                   | 1999  | 12e                     | 24                      | 24                      | 10                      | 0                       | 14                      | 2                       | 349                     | 556                     | Non qualifié            | -                       | -                       | -                       | -                       | -                       | -                       |
| National Rugby League (quatorze clubs) |       |                         |                         |                         |                         |                         |                         |                         |                         |                         |                         |                         |                         |                         |                         |                         |                         |
| 2000                                   | 2000  | Exclu de la compétition | Exclu de la compétition | Exclu de la compétition | Exclu de la compétition | Exclu de la compétition | Exclu de la compétition | Exclu de la compétition | Exclu de la compétition | Exclu de la compétition | Exclu de la compétition | Exclu de la compétition | Exclu de la compétition | Exclu de la compétition | Exclu de la compétition | Exclu de la compétition | Exclu de la compétition |
| 2001                                   | 2001  | Exclu de la compétition | Exclu de la compétition | Exclu de la compétition | Exclu de la compétition | Exclu de la compétition | Exclu de la compétition | Exclu de la compétition | Exclu de la compétition | Exclu de la compétition | Exclu de la compétition | Exclu de la compétition | Exclu de la compétition | Exclu de la compétition | Exclu de la compétition | Exclu de la compétition | Exclu de la compétition |
| National Rugby League (quinze clubs)   |       |                         |                         |                         |                         |                         |                         |                         |                         |                         |                         |                         |                         |                         |                         |                         |                         |
| 2002                                   | 2002  | 14e                     | 14                      | 24                      | 5                       | 0                       | 19                      | 2                       | 385                     | 817                     | Non qualifié            | -                       | -                       | -                       | -                       | -                       | -                       |
| 2003                                   | 2003  | 15e                     | 10                      | 24                      | 3                       | 0                       | 21                      | 2                       | 457                     | 758                     | Non qualifié            | -                       | -                       | -                       | -                       | -                       | -                       |
| 2004                                   | 2004  | 15e                     | 16                      | 24                      | 5                       | 2                       | 17                      | 2                       | 455                     | 812                     | Non qualifié            | -                       | -                       | -                       | -                       | -                       | -                       |
| 2005                                   | 2005  | 13e                     | 23                      | 24                      | 9                       | 1                       | 14                      | 2                       | 482                     | 700                     | Non qualifié            | -                       | -                       | -                       | -                       | -                       | -                       |
| 2006                                   | 2006  | 15e                     | 10                      | 24                      | 3                       | 0                       | 21                      | 2                       | 429                     | 772                     | Non qualifié            | -                       | -                       | -                       | -                       | -                       | -                       |
| National Rugby League (seize clubs)    |       |                         |                         |                         |                         |                         |                         |                         |                         |                         |                         |                         |                         |                         |                         |                         |                         |
| 2007                                   | 2007  | 7e                      | 26                      | 24                      | 12                      | 0                       | 12                      | 1                       | 408                     | 399                     | 1er tour                | 1                       | 0                       | 0                       | 1                       | 6                       | 30                      |
| 2008                                   | 2008  | 14e                     | 20                      | 24                      | 8                       | 0                       | 16                      | 2                       | 453                     | 666                     | Non qualifié            | -                       | -                       | -                       | -                       | -                       | -                       |
| 2009                                   | 2009  | 10e                     | 27                      | 24                      | 11                      | 1                       | 12                      | 2                       | 566                     | 549                     | Non qualifié            | -                       | -                       | -                       | -                       | -                       | -                       |
| 2010                                   | 2010  | 9e                      | 26                      | 24                      | 11                      | 0                       | 13                      | 2                       | 584                     | 567                     | Non qualifié            | -                       | -                       | -                       | -                       | -                       | -                       |
| 2011                                   | 2011  | 10e                     | 26                      | 24                      | 11                      | 0                       | 13                      | 2                       | 531                     | 562                     | Non qualifié            | 0                       | 0                       | 0                       | 0                       | 0                       | 0                       |
| 2012                                   | 2012  | 3e                      | 36                      | 24                      | 16                      | 0                       | 8                       | 2                       | 559                     | 438                     | Finale préliminaire     | 3                       | 1                       | 0                       | 2                       | 52                      | 72                      |
| 2013                                   | 2013  | 2e                      | 40                      | 24                      | 18                      | 0                       | 6                       | 2                       | 588                     | 384                     | Finale préliminaire     | 2                       | 1                       | 0                       | 1                       | 40                      | 40                      |
| 2014                                   | 2014  | 3e                      | 34                      | 24                      | 15                      | 0                       | 9                       | 2                       | 585                     | 361                     | Champion                | 3                       | 3                       | 0                       | 0                       | 102                     | 52                      |
| 2015                                   | 2015  | 7e                      | 30                      | 24                      | 13                      | 0                       | 11                      | 2                       | 465                     | 467                     | 1er tour                | 1                       | 0                       | 0                       | 1                       | 12                      | 28                      |
| 2016                                   | 2016  | 12e                     | 22                      | 24                      | 9                       | 0                       | 15                      | 2                       | 473                     | 549                     | Non qualifié            | -                       | -                       | -                       | -                       | -                       | -                       |
| 2017                                   | 2017  | 12e                     | 22                      | 24                      | 9                       | 0                       | 15                      | 2                       | 464                     | 564                     | Non qualifié            | -                       | -                       | -                       | -                       | -                       | -                       |
| 2018                                   | 2018  | 3e                      | 34                      | 24                      | 16                      | 0                       | 8                       | 1                       | 582                     | 437                     | Finale préliminaire     | 3                       | 1                       | 0                       | 2                       | 45                      | 53                      |
| 2019                                   | 2019  | 3e                      | 34                      | 24                      | 16                      | 0                       | 8                       | 1                       | 521                     | 417                     | Finale préliminaire     | 3                       | 1                       | 0                       | 2                       | 50                      | 72                      |
| 2020                                   | 2020  | 6e                      | 24                      | 20                      | 12                      | 0                       | 8                       | 0                       | 521                     | 352                     | Finale préliminaire     | 3                       | 2                       | 0                       | 1                       | 100                     | 64                      |
| 2021                                   | 2021  | 3e                      | 42                      | 24                      | 20                      | 0                       | 4                       | 1                       | 775                     | 453                     | Finaliste               | 3                       | 2                       | 0                       | 1                       | 64                      | 40                      |
| 2022                                   | 2022  | 7e                      | 30                      | 24                      | 14                      | 0                       | 10                      | 1                       | 604                     | 474                     | Finale préliminaire     | 3                       | 2                       | 0                       | 1                       | 80                      | 58                      |
| National Rugby League (dix-sept clubs) |       |                         |                         |                         |                         |                         |                         |                         |                         |                         |                         |                         |                         |                         |                         |                         |                         |
| 2023                                   | 2023  | 9e                      | 30                      | 24                      | 12                      | 0                       | 12                      | 3                       | 564                     | 505                     | Non qualifié            | -                       | -                       | -                       | -                       | -                       | -                       |
| 2024                                   | 2024  | 16e                     | 20                      | 24                      | 7                       | 0                       | 17                      | 3                       | 494                     | 682                     | Non qualifié            | -                       | -                       | -                       | -                       | -                       | -                       |
| 2025                                   | 2025  | -                       | -                       | -                       | -                       | -                       | -                       | -                       | -                       | -                       | -                       | -                       | -                       | -                       | -                       | -                       | -                       |

## Figures historiques

### Joueurs emblématiques

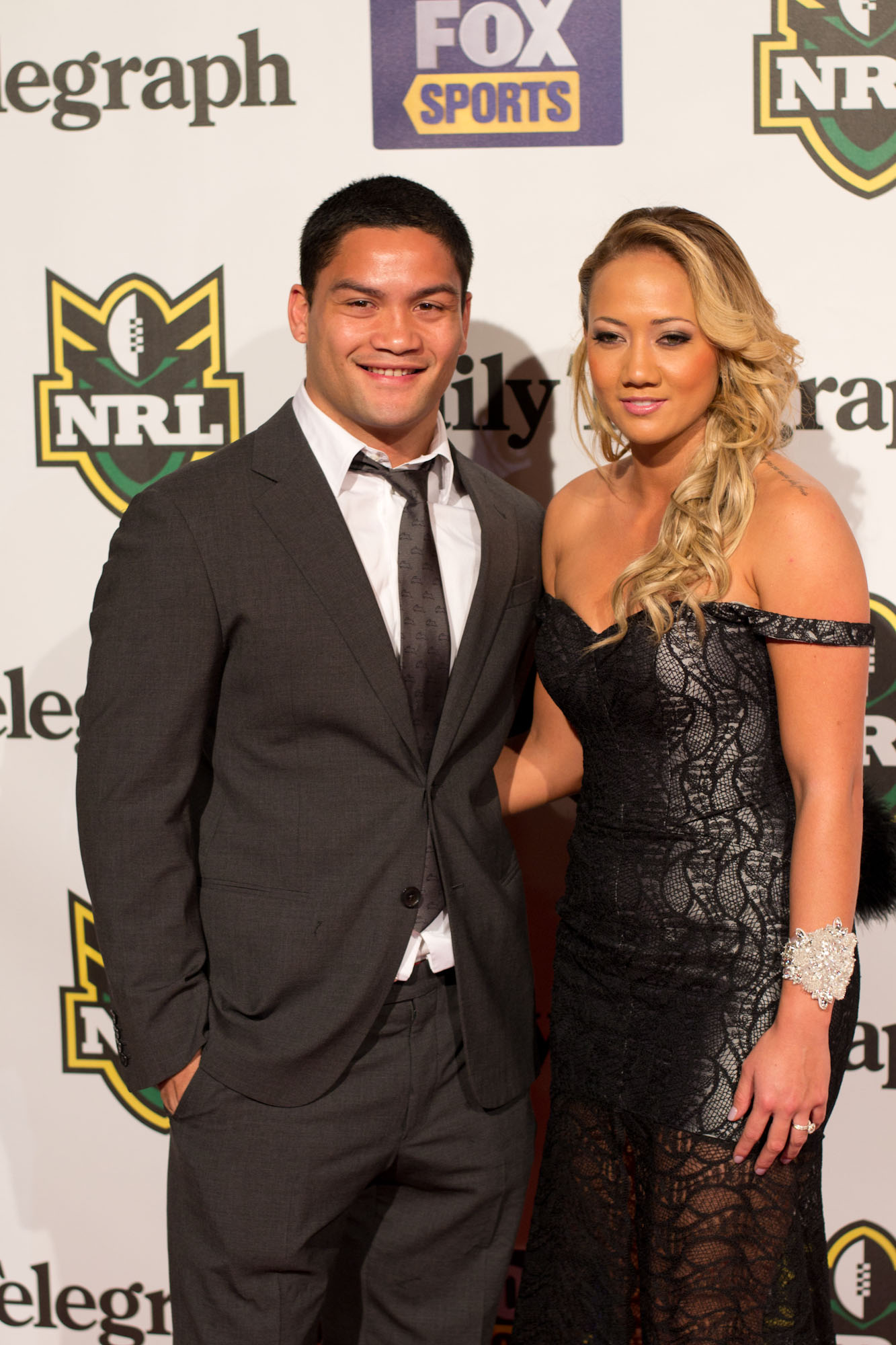
Issac Luke avec sa compagne.

La South Sydney Dream team est révélée le 29 juillet 2004 à Sydney. Cette équipe est composée de 17 joueurs et d'un entraîneur ayant marqué le club de 1908 à 2004.
| N° |  | Position      | Joueur           |
| -- |  | ------------- | ---------------- |
| 1  |  | Arrière       | Clive Churchill  |
| 2  |  | Ailier        | Harold Horder    |
| 3  |  | Centre        | Herb Gilbert     |
| 4  |  | Centre        | Paul Sait        |
| 5  |  | Ailier        | Ian Moir         |
| 6  |  | Ouverture     | Jim Lisle        |
| 7  |  | Demi-de-mêlée | Bob Grant        |
| 8  |  | Pilier        | John Sattler (c) |
| 9  |  | Talonneur     | Elwyn Walters    |

| N° |  | Position        | Joueur         |
| -- |  | --------------- | -------------- |
| 10 |  | Pilier          | John O'Neill   |
| 11 |  | Seconde ligne   | George Treweek |
| 12 |  | Seconde ligne   | Bob McCarthy   |
| 13 |  | Troisième ligne | Ron Coote      |
| 14 |  | Remplaçant      | Greg Hawick    |
| 15 |  | Remplaçant      | Ray Branighan  |
| 16 |  | Remplaçant      | Ian Roberts    |
| 17 |  | Remplaçant      | Les Cowie      |
|    |  | Entraîneur      | Jack Rayner    |

En 2002, un panel de journalistes, d'anciens joueurs de Souths et d'entraîneurs sélectionne une équipe, appelée The Magnificent XIII, composée de 17 joueurs et d'un entraîneur qui ont marqué le club de 1908 à 2002.
| N° |  | Position      | Joueur              |
| -- |  | ------------- | ------------------- |
| 1  |  | Arrière       | Clive Churchill (c) |
| 2  |  | Ailier        | Harold Horder       |
| 3  |  | Centre        | Ray Branighan       |
| 4  |  | Centre        | Paul Sait           |
| 5  |  | Ailier        | Ian Moir            |
| 6  |  | Ouverture     | Alf Blair           |
| 7  |  | Demi-de-mêlée | Bob Grant           |
| 8  |  | Pilier        | John Sattler        |
| 9  |  | Talonneur     | George Piggins      |

| N° |  | Position        | Joueur         |
| -- |  | --------------- | -------------- |
| 10 |  | Pilier          | John O'Neill   |
| 11 |  | Seconde ligne   | Jack Rayner    |
| 12 |  | Seconde ligne   | Bob McCarthy   |
| 13 |  | Troisième ligne | Ron Coote      |
| 14 |  | Remplaçant      | Terry Fahey    |
| 15 |  | Remplaçant      | Ziggy Niszczot |
| 16 |  | Remplaçant      | Elwyn Walters  |
| 17 |  | Remplaçant      | George Treweek |
|    |  | Entraîneur      | Bernie Purcell |

La médaille Georges Piggins récompense chaque année depuis 2003 le meilleur joueur de la saison. Le palmarès est le suivant :
| Année | Joueur                    |
| 2003  | Bryan Fletcher            |
| 2004  | Ashley Harrison           |
| 2005  | Peter Cusack              |
| 2006  | David Fa'alogo            |
| 2007  | Roy Asotasi               |
| 2008  | Luke Stuart               |
| 2009  | John Sutton               |
| 2010  | Isaac Luke                |
| 2011  | Nathan Merritt            |
| 2012  | John Sutton               |
| 2013  | John Sutton & Greg Inglis |
| 2014  | Sam Burgess               |
| 2015  | Greg Inglis               |
| 2016  | Sam Burgess               |
| 2017  | Sam Burgess               |
| 2018  | Damien Cook               |

## Culture populaire

### Rivalités
À travers son histoire centenaire, les Rabbitohs et leurs fans ont construit de nombreuses rivalités dont la plus importante est celle avec les Sydney Roosters, l'autre club-fondateur de la NSWRL encore existant. La rivalité entre les Rabbitohs et les Roosters qui se partagent le territoire du centre-ville de Sydney a commencé dès 1908 quand Souths bat 14 à 12 Eastern Suburbs lors de la première finale. De ce fait, les rencontres entre ces deux voisins forment le plus vieux derby local de la National Rugby League. En 1950, cette rivalité croit en raison d'un conflit sur le territoire des juniors et s'accélère à partir de 1970 avec les transferts de nombreux joueurs-clé entre les deux clubs. Lors de la première journée de la saison 2010 est célébré le 200e match entre ces deux équipes avec un bilan de 105 victoires pour South Sydney, 90 pour les Sydney Roosters et 5 matchs nuls. Chaque année, la Coupe Ron Coote est mise en jeu entre ces deux clubs historiques.
Les autres rivaux traditionnels sont Manly (qui a acheté depuis 1970 de nombreux joueurs de Souths) mais aussi les anciens clubs de St George (maintenant avec St. George Illawarra pour l'obtention du Charity Shield) et de Balmain. La rivalité avec Balmain remonte en 1909 lorsque ces derniers refusent d'affronter Souths lors de la finale pour protester contre l'organisation du match entre les Kangaroos et les Wallabies.

### Supporters

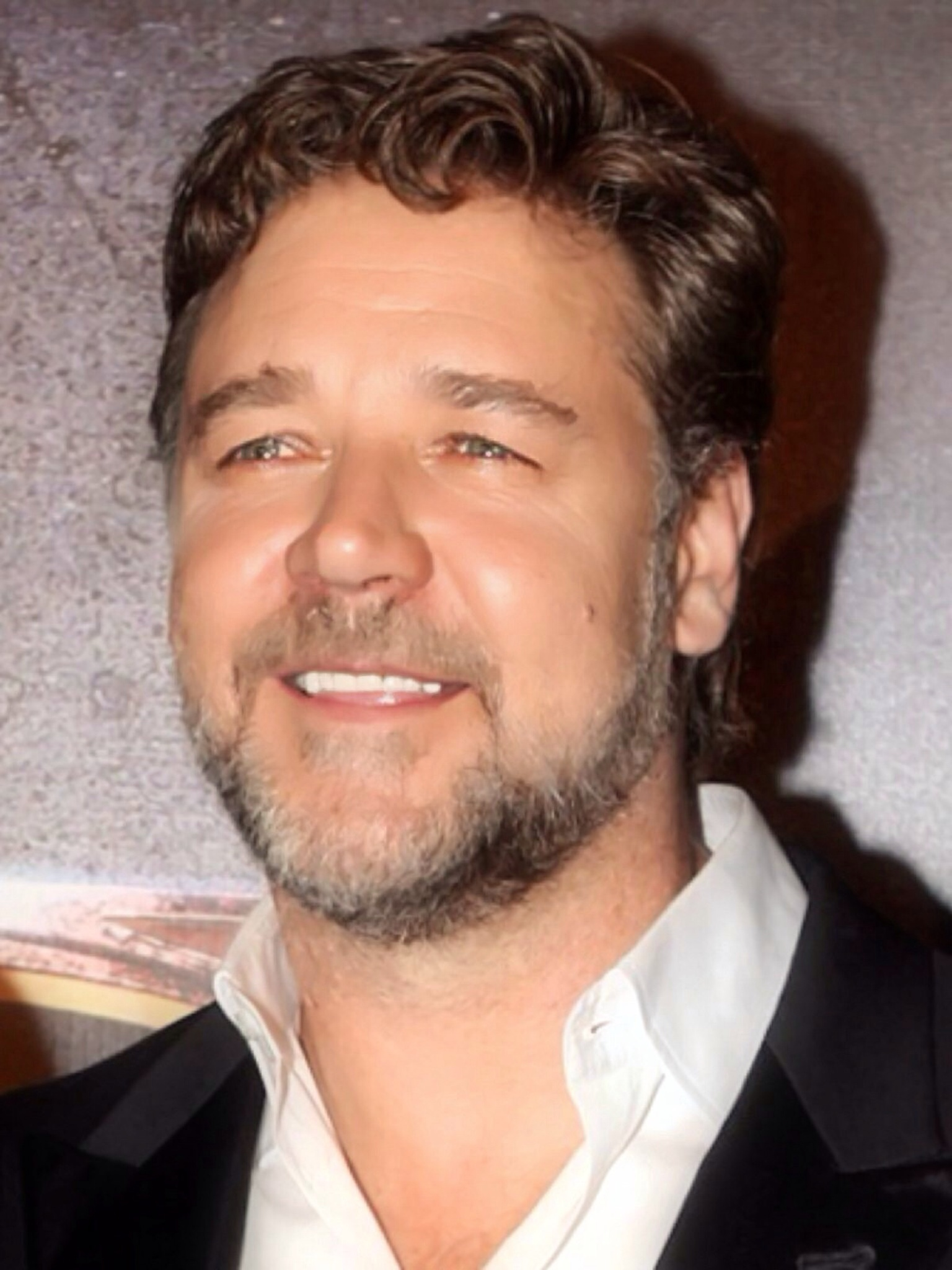
L'acteur Russell Crowe, propriétaire du club depuis 2006 et supporter de ce dernier depuis son enfance.

Les South Sydney Rabbitohs continue d'avoir une importante base de supporters dans leur zone traditionnelle du sud-est de Sydney, malgré le fait d'avoir déménagé du Redfern Oval depuis deux décennies. Outre la ville de Sydney, le club compte de nombreux fans à travers toute l'Australie. Le principal groupe de supporters est The Burrow. En mars 2010, les Rabbitohs comptent 17 500 membres, soit le nombre le plus important de la National Rugby League. Dans ces 17 500 membres sont inclus 11 000 abonnés, soit le nombre le plus important des clubs de Sydney. Les membres du club proviennent de tous les États australiens et de 22 pays à travers le monde. En 2002, à la suite de la réintégration de Souths en NRL, le club a compté jusqu'à 22 000 membres. Pour la saison 2013, les Rabiitohs rassemble plus de 25 000 abonnés.
Le Groupe 14 est une association de personnes influentes créée avant l'exclusion des Rabbitohs en 1999 et a contribué à la réadmission de Souths en 2002. À la suite de l'annonce de cette exclusion, un grand soutien populaire, sans précédent dans l'histoire du sport australien, s'est formé autour des Rabbitohs avec un rassemblement de 40 000 personnes dans le centre des affaires de Sydney. En 2000 et 2001, plusieurs manifestations de soutien ont lieu dont une rassemblant près de 80 000 personnes. Un fort lien existe entre la communauté aborigène du quartier de Redfern et Souths qui remonte à la formation du Redfern All Blacks Football Club en 1930, le plus vieux club aborigène de rugby à XIII du pays. Actuellement de nombreux joueurs de souths sont d'origine indigène comme Nathan Merritt ou Greg Inglis.
En 2013, le club a connu sa meilleure affluence annuelle avec 22 261 spectateurs de moyenne par matchs. 
| Saison                   | 2006   | 2007   | 2008   | 2009   | 2010   | 2011   | 2012   | 2013   | 2014   |
| ------------------------ | ------ | ------ | ------ | ------ | ------ | ------ | ------ | ------ | ------ |
| Moyenne spect. par match | 10 612 | 15 702 | 14 644 | 14 715 | 17 355 | 14 381 | 18 904 | 22 261 | 19 888 |